# Смертельно живой
«Смертельно живой» — украинский драматический художественный фильм режиссёра и сценариста Максима Стецкова.
Слоган фильма — «А ты веришь в судьбу?».

## Сюжет
История известного писателя, которому на протяжении трёх лет с неизвестного номера приходят сообщения, где рассказывается о его ближайшем будущем. Все эти предсказания сбываются. Найти автора сообщений так и не удалось, и писатель снова начал жить обычной умиротворённой жизнью, пока на телефон не пришло очередное смс со страшным предсказанием смерти.

## В ролях
- Виктория Варлей
- Александр Герелес
- Олег Примогенов
- Вячеслав Довженко
- Максим Стецков
- Михаил Кришталь

## Критика
Отметив желание создателей соблюсти жанровую чистоту, критика обратила внимание на слабость и нелогичность сюжета, отметив, что флэшбеки — единственно возможный приём, который позволяет создателям фильма создать иллюзию большого кино:

Пускать подобный любительский фильм в кинотеатры и продавать на него билеты — не просто эгоизм и меркантильность, но практически шарлатанство. Максимум для «Смертельно живого» — телепоказ. Фильм — пример того, как круто осуществить мечту: собраться компанией и сварганить кино для себя и друзей. Вот только не надо клеить на мечту ценник и выставлять на прилавок, подобную продукцию лучше оставлять себе".— критик Анастасия Лях